# 張式 (永樂進士)
張式，江西饒州府德興縣人，明朝政治人物、進士出身。

## 生平
永樂九年，登進士。后選為翰林院庶吉士，升任翰林院檢討。